# Onno Zwier van Haren
Onno Zwier van Haren (født 2. april 1713 i Sint Annaparochie, Friesland, død 2. september 1779 i Wolvega) var en nederlandsk forfatter; broder til Willem van Haren.
van Haren måtte samtidig med sin broder forlade de offentlige stillinger i 1759, efter at have haft høje statslige embeder under Vilhelm IV af Oranien, og han beskæftigede sig siden med litteratur. Hans hovedværker er heltedigtet De Geuzen 1769, men desuden skrev han flere skuespil. Brødrenes digte udkom samlede af Jeronimo de Vries i 1824 og af Johannes van Vloten i 1874 (med biografi).

## Forfatterskab
- Aanspraak gedaan als president van den Raad van Staate op den 29 Dec. 1746
- Deductie voor Jr. O.Z. van Haren (...) ter zyner noodwendige zuiveringe, van de lasterlyke geruchten en imputatiën, tegen hem verspreid en ingebragt (1761)
- Lijkreeden over wijlen sijne Hoogheid Willem de IVde (Leeuwarden 1766, Amsterdam 1832)
- Zeedige aanmerkingen over de veengraveryen in Friesland (Leeuwarden 1766)
- De koophandel. Lierzang (Zwolle 1769)
- Aan het vaderland (1769) en De Geusen (2e druk, (de eerste druk verscheen onder de titel Aan het Vaderland, Leeuwarden 1769, Zwolle 1771, 5e dr. bezorgd door Bilderdijk, 1785)
- Agon, sulthan van Bantam, treurspel (Leeuwarden 1769, 3e dr. ald, 1779)
- Proeve op de Levensbeschrijving der Nederlandsche Doorluchtige Mannen behelzende het leven van Johannes Kamphuis (Leeuwarden 1772)
- Willem de Eerste, treurspel (Zwolle 1773)
- Van Japan, met betrekking tot de Hollandsche natie en de Christelijke Godsdienst (Zwolle 1775)
- Proeve van overzetting uit het Engelsch. Pope's Essay on Man (Zwolle 1776)
- De komst van den Messias. Lofzang (Zwolle 1776)
- De Herschijning. Lierzang aan Adelheide (1776)
- Verhandeling over de nationale of vaderlandsche gedichten (in de verhandelingen van het Zeeuwsche Genootschap)
- De Landbouw. Lierzang (Zwolle 1777)
- De Inenting. Lierzang (Zwolle 1777)
- Nieuwjaarsbrief aan mijn jongsten zoon (1778)
- De Vrijheid. Lierzang (1778)
- Vaarwel van een ouden vader aan sijn soon, vaarende op 's Lands schip van oorlog de Argo. Lierzang (1778)
- De Koopman (Zwolle 1778)
- De Staatsman (Zwolle 1778)
- De Schimmen. Lierzang (Zwolle 1778)
- Proeve van eene nationale zeedelijke Leer-reden (Zwolle 1779)
- Pietje en Agnietje of de Doos van Pandora, toneelspel (1779)
- De offerhande van Themistocles. Lierzang van Pindarus. Een onbekend gedicht van een bekenden dichter door J.H. Halbertsma (Deventer 1835).